# Sergio Escobar
Sergio Escobar (Milano, 3 novembre 1950) è un direttore teatrale e dirigente pubblico italiano.

## Biografia
Laureato in Filosofia della scienza presso l'Università Statale di Milano. Dopo aver collaborato nel settore cinematografico, dal 1979 inizia la sua carriera in teatro dove è nel settore delle sponsorizzazioni e dei rapporti con la televisione e i mass media del Teatro alla Scala, con cui dal 1982 ha fondato insieme a Claudio Abbado l'orchestra filarmonica. È stato anche assistente, con deleghe al coordinamento delle direzioni, all'attività internazionale e all'introduzione dei nuovi media digitali, del sovrintendente Carlo Maria Badini dal 1985, in seguito al termine della sua collaborazione con Fininvest e Publitalia ‘80 nel settore dell'editoria televisiva.
Dal 1990 è stato sovrintendente del Teatro Comunale di Bologna, per passare nel 1995 alla dirigenza dell'Ente Teatro Carlo Felice di Genova  e quindi, nel 1996, assumere la sovrintendenza dell'Opera di Roma.
Dal 1998 è Direttore del Piccolo Teatro di Milano e presidente di Platea, fondazione per l'arte teatrale che rappresenta i diciassette principali teatri stabili italiani. Nel 2001 ha ricevuto il premio Tagliacarne per la sua esperienza nel teatro.
In veste di didatta, ha tenuto Corsi e Master post lauream presso alcune istituzioni come il DAMS di Bologna, l'Università Luigi Bocconi, l'Università Cattolica del Sacro Cuore, l'Università degli Studi e il Politecnico di Milano, l’Università IULM, l’Accademia dei Lincei, il Massachusetts Institute of Technology di Boston e alla Showa University of Music di Tokyo.
Ha preso parte al comitato di fondazione di Auditel, membro della Presidenza Anels, Presidente di Antad, membro del Comitato Regionale Beni Culturali della Regione Lombardia e componente del Consiglio di Amministrazione della Triennale di Milano.
È stato membro di Associazioni tra le quali, Comitato Scientifico dell'Istituto Internazionale per l'Opera e la Poesia dell'UNESCO, Fundaciòn de la Comunidad Valenciana Consejo Mundial de las Artes, IMZ (International Music Zentrum, Wien) e del Comitato Direttivo di Federculture.
Componente del Consiglio di Amministrazione dell'Unione dei Teatri d'Europa.
Già Consigliere del Comitato Scientifico del Centro Sperimentale di Cinematografia, del Comitato Scientifico della Fondazione Giorgio Gaber, della Fondazione Pirelli, della Fondazione Gianfranco Ferré e componente del Comitato della Fondazione Italia – Russia.
In occasione di Expo Milano 2015 ha fatto parte del comitato organizzativo curante gli aspetti culturali dell'evento.
Componente dell’Advisory Board della presidenza di Assolombarda-Confindustria Milano Monza Brianza.
Componente del Forum culturale permanente Italia-Cina.
Fa parte dell'international advisory committee dell'"international master of Management in International arts Management" dell'Università Luigi Bocconi, Hec Montreal e Smu Dallas.
Fa parte del Comitato Scientifico per i Dialoghi Di Vita Buona dell’Arcivescovado di Milano, del Comitato Scientifico della Casa della Carità e della giuria del Premio cinematografico “David di Donatello”.
È membro di Aspen Institute Italia.
Il 7 dicembre 2020 il comune di Milano gli conferisce l'Ambrogino d'oro.

## Opere
- S. Escobar, La ricostruzione del mondo (René Descartes), introduzione, traduzione e commento a cura di, Milano, i classici della filosofia, Bietti, 1974.
- S. Escobar et al., Il controllo delle acque: problemi tecnici e interessi economici, in Storie d'Italia, Annali vol.3 - Scienza e tecnica nella cultura e nella società dal Rinascimento a oggi, Milano, Giulio Einaudi Editore, 1980.
- S. Escobar, I viaggi di informazione tecnico-scientifica di Marsilio Landriani : un caso di spionaggio industriale, in Economia, istituzioni, cultura in Lombardia nell'eta di Maria Teresa, Bologna, Il Mulino, pp. 533–542, 1982.
- S. Escobar et al., Il tecnico idraulico tra sapere e saper fare, in Leonardo e le vie dell'acqua, Milano, Edizioni Giunti e Barbera, 1983.
- S. Escobar, La Sponsorizzazione alla Scala, in Vita italiana. Cultura e scienza, Roma, Presidenza del Consiglio dei Ministri, pp. 90–99, 1988.
- S. Escobar, Lo spettacolo infinito - storie di teatro e di scenari politici, Milano, Baldini+Castoldi, 2024, ISBN 979-12-5494-156-0.